# Língua iban
A Língua Iban é falada pelo povo Iban, que por sua vez é parte do grupo étnico Dayak antes chamados os  "Dayak do mar" que vive no Estado malaio de Sarauaque, na província indonésia  de Calimantã Ocidental e em Brunei. Pertence ao ramo das Línguas malaio-polinésias da família das Línguas austronésias e é ralacionada à Língua malaia na sua versão de Sarauaque. A língua Iban é também uma disciplina sujeita a testes em PMR e SPM, exames públicos Malaios para estudantes das Formas 3 e 5 respectivamente. Os estudantes informam que as questões desses exames cobrem a língua Ibam clássica, o que faz desencorajar muitos dos que são fluentes na língua atual. O ensino  da mesma ocorre mais nas áreas rurais onde há maioria de Ibans, tais como Baleh (Kapit), Betong, Saratok, Lubok Antu e Pelagus (Kapit).

## Dialetos
Os Ibans se dividem em diferentes subgrupos étnicos que falam diferentes dialetos. Os dialetos mais formais, intermediários e em uso são os “Saribas” (Betong, Saratoke outros), Remuns, Balaus, Sebuyaus, Ulu Ai, Rejangs que podem se entender entre si. Há ainda outros dialetos entre os quais op mútuo entendimento é difícil, tais como os de Calimantã como Bugaus, Seberuangs, Mualangs, Chengkangs, Sebaruks, Daus, etc.
| English   | Balau (Sarauaque) | Mualang (Calimantã) |
| --------- | ----------------- | ------------------- |
| Galo      | Manok             | Renyau              |
| Cheiro    | Nyium             | Lulum               |
| Estúpido  | Tuyu, banga       | Mawa                |
| Gêmeos    | sapit             | Rakup               |
| Janela    | Penyinga/jenila   | Telingu'            |
| Pai       | Apai              | Mpai                |
| Sentir    | Asai              | Asa'                |
| E (conj.) | Enggau            | Aba'                |
| Animal    | Jelu              | Ibun                |
| Arrumar   | Tusun             | Tunsun, tipan       |
| Respirar  | Seput             | Penyuan             |

## Fonologia

### vogais
|                | Anterior | Central | Posterior |
| -------------- | -------- | ------- | --------- |
| Fechada        | i [i]    |         | u [u]     |
| Meio-fechada]] | e [e]    | ə [ə]   | o [o]     |
| Aberta         |          | a [a]   |           |

## Alfabeto
A língua Iban é escrita com o alfabeto latino com 27 caracteres, os 26 convencionais mais a vogal ə

## Escrita alternativa
Em 1947, Dunging Anak Gunggu (1904-1985) criou um silabário com 77 símbolos que o próprio Dunging ensinou a seus sobrinhos. Houve pouco interesse, porém, na sua comunidade na qual havia poucos alfabetizados.
Dunging continuou seu trabalho na escrita e em 1962 foi refinada e simplificada para 59 símbolos. Ele foi convidado para ensinar tal escrita numa escola de Betong, mas com pouco sucesso. Houve ainda diversas tentativas mal sucedidas para reviver a escrita. Em 1990, Bagat Nunui, filho adotado de Dunging, juntou as informações sobre a escrita num manuscrito que não foi publicado. Em 2011, o Dr Bromeley Philip, professor associado da “Universiti Teknologi Mara” (UiTM) de Sarauaque, iniciou um curso sobre a escrita.
Os 59 símbolos são:
•	16 sons para sílabas terminando em A e iniciando com – b, ch, d, g, j, k, l, m, n, ng, p, r, s, t, y
•	“A” + 13 símbolos para “A” seguido de – h, i, k, l, m, n, hg, o, p, r, s, t, u
•	“E” + 7 símbolos para “E” seguido de - i, ig, in, ix, k, ng
•	8 símbolos para  “I” seguindo de – eh, em, eng, l, p, r, s, t
•	“O” + 8 símbolos para “O” seguido de  -  h, l, m, ng, p, r, ug
•	5  símbolos para “U” seguido de – l, p, r, s, t

## Amostras de textos
agi - "de novo" (Malaio lagi)
aja - "somente" (Malaio saja)
aku - "Eu; me, mim" (mesmo em Malaio)
amat - "verdadeiro", "verdadeiramente"
au - "correto; está certo"
apai - "pai" (Malaio bapak)
asai - "sentir" (Malaio rasa)
bedau/apin - "ainda não"
bai - "trazer"
ba - "a (prep.), em"
baka - "do mesmo modo"
sebaka - "assim como"
baka selama - "como é usual"
baka nya - "assim como isso"
baru - "novo; pronto para" (Malaio baru é somente novo)
bejalai - "caminhar ou indo numa jornada "
belanda/belawa - "correr" (mas em Malaio belanda significa "Holandês")
dani - "acordar"
lenyau - "perder"
makai - "comer" (Malaio makan)
empa - "também é comer mas em contexto diferente"
ngelusu - "preguiçoso (também se usa burok)
ngirup - "beber" (Malaio hirup ["sorver"])
nuan- formal,refinado, polido para "você"  - usada mais na forma escrita (dek é menos formal, mais usada em conversação")
nyumai/berapi - "cozinhar"
tindok - "dormir" (Malaio tidur)
nemu - "saber"
kemari - "ontem"
gali - "deitar"
aram - "vamos!"
dini - "onde"
kamah - "sujo"
kemi - "urina"
mereti - "bom comportamento"
reti - "o significado de"
Nama brita nuan? - "Como vai?"
Sapa nama nuan? - "Qual é seu nome?"
Brapa rega utai tu? - "Quanto custa isso?"
Dini alai ___? - "Onde está ___?"
Ari ni penatai nuan? - "De onde você é?"
Aku datai ari ___. - "Eu venho de ___."
Pukul brapa diatu? - "Que horas são (agora)?"
Selamat lemai! - "Boa noite!"
Selamat datai! - "Bem-vindo!"
Anang manchal! - "Não seja indecente!"
Enda ulih datai - "não poder ir"
Anang guai - "pare aí" "não estrague"
Nadai ngawa nya/enda ngawa - "não se preocupe/não importa"
Nyamai, wai - "delicioso"
Pulai dulu-"estou voltando"
Aram bekelala-"vamos nos conhecer"
Pengerindu-"amor, paixão"
Aku rindu ka nuan-"Eu amo/gosto de você"
Manah-"bom"
Jai-"mau, danificado"
Sapa enggau nuan?-"Quem vem (está) com você?"
Aku enggau ___-"Eu vim (ou fiu) com ___; Eu estou com ___"
Alau dinga-"Ouça, por favor"
Anang inggar / ragak-"Silêncio, por favor"
Kini nuan?-"Onde você vai (agora)?"
Mar amat! - "muito caro/ difícil"
Tusah endar! - "muito difícil"
Kapa nya! - "Não pode ser incomodado"
Selamat pagi, Pengajar. - "Bom dia, Professor."
Aku enda nemu - "Eu não sei"
Aram meh kitai ngirup - "Vamos todos beber"
Aku lelenggau ka nuan - "Saidades de você"
Sayau - "Amor/Querida (o)"
Aku ka mupok gawa - "Estou indo trabalhar"
Aku ka tindok - "Eu vou dormir/para a cama"
Sapa kitai manchal? - "quem está sendo inconveniente?"
Bajik amat nuan - "você é bonita/linda (pasra mulheres)"
Mali - "tabu"

## Gramática
Prefixos diante da raiz de um verbo criam palavras relacionadas e esses verbo
Jalai - Caminhar
Bejalai - Caminhando
Dijalai – Ter caminhado
Dipejalai – Ter estado caminhando
Tejalai – Foi caminhado (um caminho)
Sayau - Amor
Besayau - Amando
Disayau – Foi amado
Disayauka - Foi amado ppr
Penyayau – O amor
Kiroh - Ocuoar
Bekiroh - Ocupando
Ngirohka – Ser ocupado
Pengiroh – A ocupação
enjok - Dar
berenjok – Dando
denjok – Foi dado
deka enjok – Será dado
kangau - Chamar
ngangau - Chamar
dekangau – Foi chamado
deka kangau – Será chamado

## Léxico simples
| Iban           | Português                           |
| -------------- | ----------------------------------- |
| Agi'           | Novamente                           |
| Aja            | Somente                             |
| Aku            | Eu, me, mim                         |
| Amat           | Verdade, verdadeiro                 |
| Au             | Sim                                 |
| Apai           | Pai                                 |
| Asai           | Sentir                              |
| Bedau          | Anda não                            |
| Bai            | Trazer                              |
| Ba             | A (prep.)                           |
| baka           | Gostar                              |
| Sebaka         | Conforme                            |
| Baka selama    | O de sempre                         |
| Baka nya       | Como isso                           |
| Baru           | Novo, logo agora                    |
| Bejalai        | Caminhar ou ir para por pouco tempo |
| Belanda/belawa | Correr                              |
| Dani           | Acordar                             |
| Lenyau         | Perdido                             |
| Labuh          | Cair                                |
| Makai          | Comer                               |
| Empa           | Comer                               |
| Ngelusu        | Preguiçoso                          |
| Ngirup         | Beber                               |
| Nuan           | Você                                |
| Nyumai         | Cozinhar                            |
| Tinduk         | Dormir                              |
| Nemu           | Saber                               |
| Kemari         | Ontem                               |
| Gali           | Deitar                              |
| Aram           | Vamos!                              |
| Dini           | Onde                                |
| Kamah          | Sujo                                |
| Kemi           | Urinar                              |
| Mereti         | Bom comportamento                   |
| Reti           | O significado de                    |
| Sayau          | Amor                                |
| Sinu           | Triste                              |
| suba           | Antes                               |
| Tabin          | três                                |
| Tuyuk          | Estúpido                            |
| Tambai         | Bandeira                            |
| Tandak         | Dança                               |
| Ukui/uduk      | Cão                                 |

## Texto
Pai Nosso (Oração)
Apai kami di serega, kudus mih nama nuan, datai mih perintah nuan, jadi peneka nuan, baka ka dalam serega bakanya dalam bumi. Meri ka kami pengidup tiap ari. Ampunka penyalah kami, baka ka kami ti ngampunka urang ti salah ngelaban kami. Intu kami ari penguji, lepas ke kami ari penyai. Laban nuan ti bempu perintah,enggau kuasa enggau mulia. Dataika belama - lama iya. Amin.